# Route nationale 69
La route nationale 69 (RN 69 o N 69) è stata una breve strada nazionale francese che partiva da Huningue e terminava a Hégenheim. Negli anni settanta venne completamente declassata a D469.

## Percorso
Dopo Huningue attraversava Saint-Louis, dove intersecava la N66 e la N19 (nel quartiere di Bourgfelden). In seguito serviva Hégenheim e si dirigeva a sud (oggi come D201) per raggiungere il confine svizzero verso Allschwil.